# Jan Andrzej Próchnicki
Jan Andrzej Próchnicki herbu Korczak (ur. ok. 1553, zm. 13 maja 1633) – duchowny rzymskokatolicki.
Jako senator wziął udział w sejmach w 1615, 1616, 1618, 1619, 1620 i 1621 roku.
Studiował w Krakowie, Ingolsztacie, Padwie, Bolonii. W 1593 przyjął święcenia kapłańskie. W 1594 mianowany kanonikiem krakowskim. Od 1603 infułat. W 1607 mianowany biskupem kamienieckim i protektorem zakonu kawalerów maltańskich na terenie Rzeczypospolitej. Fundator kolegium jezuitów w Kamieńcu Podolskim. W 1614 został przeniesiony na stanowisko arcybiskupa lwowskiego. Popierał przystąpienie polskich Ormian do unii z Kościołem katolickim.
Z zamiłowania bibliofil i kolekcjoner książek. Na książkach umieszczał własne ekslibrisy.